# Petra Mede
Petra Maria Mede (* 7. března 1970 Stockholm) je švédská komička, tanečnice, herečka a televizní reportérka. Narodila se ve Stockholmu a vyrůstala v Göteborgu. Patří mezi nejznámější moderátorky Eurovize. Eurovizi moderovala celkem třikrát. Poprvé v roce 2013 v Malmö díky vítězné písni "Euphoria" od Loreen. Podruhé v roce 2016 ve Stockholmu moderovala společně s Månsem Zelmerlöwem, který vyhral Eurovizi v roku 2015 v Rakousku s písní "Heroes". Potřetí moderovala Eurovizi v roce 2024 opět v Malmö společně s Malin Åkerman po druhém vítězství Loreen ve Velké Británii v předešlém roku s písní "Tattoo". V roce 2009 moderovala Melodifestivalen.